# 2014-es labdarúgó-világbajnokság-selejtező (UEFA – A csoport)
A 2014-es labdarúgó-világbajnokság európai selejtező, A csoportjának eredményeit tartalmazó lapja. A csoport sorsolását 2011. július 30-án tartották Rio de Janeiróban. A csoportban körmérkőzéses, oda-visszavágós rendszerben játszottak egymással a csapatok. A csoportelső automatikus résztvevője lett a 2014-es labdarúgó-világbajnokságnak, a csoport második helyezettje a pótselejtezőn vehetett részt.
A csoportban Horvátország, Szerbia, Belgium, Skócia, Macedónia és Wales szerepelt.

## Tabella
| Hely. | Csapat       | M  | Gy | D | V | G+ | G– | Gk  | P  | Továbbjutás                         |     | Belgium | Horvátország | Szerbia | Skócia | Wales | Észak-Macedónia |
| ----- | ------------ | -- | -- | - | - | -- | -- | --- | -- | ----------------------------------- | --- | ------- | ------------ | ------- | ------ | ----- | --------------- |
| 1.    | Belgium      | 10 | 8  | 2 | 0 | 18 | 4  | +14 | 26 | Kijutott a 2014-es világbajnokságra |     | —       | 1–1          | 2–1     | 2–0    | 1–1   | 1–0             |
| 2.    | Horvátország | 10 | 5  | 2 | 3 | 12 | 9  | +3  | 17 | Továbbjutott a második fordulóba    |     | 1–2     | —            | 2–0     | 0–1    | 2–0   | 1–0             |
| 3.    | Szerbia      | 10 | 4  | 2 | 4 | 18 | 11 | +7  | 14 |                                     |     | 0–3     | 1–1          | —       | 2–0    | 6–1   | 5–1             |
| 4.    | Skócia       | 10 | 3  | 2 | 5 | 8  | 12 | −4  | 11 |                                     | 0–2 | 2–0     | 0–0          | —       | 1–2    | 1–1   |                 |
| 5.    | Wales        | 10 | 3  | 1 | 6 | 9  | 20 | −11 | 10 |                                     | 0–2 | 1–2     | 0–3          | 2–1     | —      | 1–0   |                 |
| 6.    | Macedónia    | 10 | 2  | 1 | 7 | 7  | 16 | −9  | 7  |                                     | 0–2 | 1–2     | 1–0          | 1–2     | 2–1    | —     |                 |

## Mérkőzések
A mérkőzéseket 2012. szeptember 7-e és 2013. október 15-e között játszották le. A pontos menetrendről az országok labdarúgó-szövetségei 2011. november 23-án Brüsszelben egyeztettek.
| 2012. szeptember 7. 20:15 (UTC+2) |

| Horvátország | 1–0               | Macedónia |
| ------------ | ----------------- | --------- |
| Jelavić 69'  | (0–0) Jegyzőkönyv |           |

| Maksimir Stadion, Zágráb Nézőszám: 13 883 Játékvezető: Alon Yefet (izraeli) |

| 2012. szeptember 7. 19:45 (UTC+1) |

| Wales       | 0–2               | Belgium                    |
| ----------- | ----------------- | -------------------------- |
| Collins 26′ | (0–1) Jegyzőkönyv | Kompany 41' Vertonghen 83' |

| Cardiff Városi Stadion, Cardiff Nézőszám: 16 557 Játékvezető: Stefan Johannesson (svéd) |

| 2012. szeptember 8. 15:00 (UTC+1) |

| Skócia | 0–0         | Szerbia |
| ------ | ----------- | ------- |
|        | Jegyzőkönyv |         |

| Hampden Park, Glasgow Nézőszám: 47 369 Játékvezető: Jonas Eriksson (svéd) |

| 2012. szeptember 11. 20:30 (UTC+2) |

| Szerbia                                                                | 6–1               | Wales    |
| ---------------------------------------------------------------------- | ----------------- | -------- |
| Kolarov 16' Tošić 24' Đuričić 39' Tadić 55' Ivanović 80' Sulejmani 90' | (3–1) Jegyzőkönyv | Bale 31' |

| Karađorđe Stadium, Újvidék Nézőszám: 10 660 Játékvezető: Duarte Gomes (portugál) |

| 2012. szeptember 11. 20:45 (UTC+2) |

| Belgium      | 1–1               | Horvátország |
| ------------ | ----------------- | ------------ |
| Gillet 45+1' | (1–1) Jegyzőkönyv | Perišić 6'   |

| Baldvin király Stadion, Brüsszel Nézőszám: 39 987 Játékvezető: Alberto Undiano Mallenco (spanyol) |

| 2012. szeptember 11. 20:00 (UTC+1) |

| Skócia     | 1–1               | Macedónia   |
| ---------- | ----------------- | ----------- |
| Miller 44' | (1–1) Jegyzőkönyv | Noveski 11' |

| Hampden Park, Glasgow Nézőszám: 32 430 Játékvezető: Szergej Karaszjov (orosz) |

| 2012. október 12. 20:30 (UTC+2) |

| Macedónia   | 1–2               | Horvátország            |
| ----------- | ----------------- | ----------------------- |
| Ibraimi 16' | (1–1) Jegyzőkönyv | Ćorluka 33' Rakitić 61' |

| Philip II Arena, Szkopje Nézőszám: 33 000 Játékvezető: Peter Rasmussen (dán) |

| 2012. október 12. 20:30 (UTC+2) |

| Szerbia | 0–3               | Belgium                                  |
| ------- | ----------------- | ---------------------------------------- |
|         | (0–1) Jegyzőkönyv | Benteke 34' De Bruyne 68' Mirallas 90+1' |

| Crvena Zvezda Stadion, Belgrád Nézőszám: 22 000 Játékvezető: Pavel Královec (cseh) |

| 2012. október 12. 19:45 (UTC+1) |

| Wales                   | 2–1               | Skócia       |
| ----------------------- | ----------------- | ------------ |
| Bale 81' (11-esből) 89' | (0–1) Jegyzőkönyv | Morrison 27' |

| Cardiff Városi Stadion, Cardiff Nézőszám: 23 249 Játékvezető: Florian Meyer (német) |

| 2012. október 16. 20:45 (UTC+2) |

| Belgium                 | 2–0               | Skócia |
| ----------------------- | ----------------- | ------ |
| Benteke 69' Kompany 71' | (0–0) Jegyzőkönyv |        |

| Baldvin király Stadion, Brüsszel Nézőszám: 44 132 Játékvezető: Tom Harald Hagen (norvég) |

| 2012. október 16. 20:00 (UTC+2) |

| Horvátország              | 2–0               | Wales |
| ------------------------- | ----------------- | ----- |
| Mandžukić 27' Eduardo 57' | (1–0) Jegyzőkönyv |       |

| Stadion Gradski vrt, Eszék Nézőszám: 17 500 Játékvezető: Alexandru Tudor (román) |

| 2012. október 16. 20:30 (UTC+2) |

| Macedónia              | 1–0               | Szerbia     |
| ---------------------- | ----------------- | ----------- |
| Ibraimi 59' (11-esből) | (0–0) Jegyzőkönyv | Tomović 59′ |

| Philip II Arena, Szkopje Nézőszám: 26 181 Játékvezető: Bas Nijhuis (holland) |

| 2013. március 22. 18:00 (UTC+1) |

| Horvátország           | 2–0               | Szerbia |
| ---------------------- | ----------------- | ------- |
| Mandžukić 23' Olić 37' | (2–0) Jegyzőkönyv |         |

| Maksimir Stadion, Zágráb Nézőszám: 35 722 Játékvezető: Cüneyt Çakır (török) |

| 2013. március 22. 20:45 (UTC+1) |

| Macedónia | 0–2               | Belgium                             |
| --------- | ----------------- | ----------------------------------- |
|           | (0–1) Jegyzőkönyv | De Bruyne 26' Hazard 62' (11-esből) |

| Philipp II Arena, Szkopje Nézőszám: 15 947 Játékvezető: Deniz Aytekin (német) |

| 2013. március 22. 20:00 (UTC±0) |

| Skócia                          | 1–2               | Wales                                              |
| ------------------------------- | ----------------- | -------------------------------------------------- |
| Hanley 45+2' Snodgrass 11′, 71′ | (1–0) Jegyzőkönyv | Ramsey 72' (11-esből) Robson-Kanu 74' Ramsey 90+4′ |

| Hampden Park, Glasgow Nézőszám: 39 365 Játékvezető: Antony Gautier (francia) |

| 2013. március 26. 20:30 (UTC+1) |

| Szerbia         | 2–0               | Skócia |
| --------------- | ----------------- | ------ |
| Đuričić 60' 65' | (0–0) Jegyzőkönyv |        |

| Stadion Karađorđe, Újvidék Nézőszám: 6500 Játékvezető: Vad István (magyar) |

| 2013. március 26. 20:45 (UTC+1) |

| Belgium    | 1–0               | Macedónia |
| ---------- | ----------------- | --------- |
| Hazard 62' | (0–0) Jegyzőkönyv |           |

| Baldvin király Stadion, Brüsszel Nézőszám: 44 230 Játékvezető: Olegário Benquerença (portugál) |

| 2013. március 26. 19:45 (UTC±0) |

| Wales               | 1–2               | Horvátország           |
| ------------------- | ----------------- | ---------------------- |
| Bale 21' (11-esből) | (1–0) Jegyzőkönyv | Lovren 77' Eduardo 87' |

| Liberty Stadion, Swansea Nézőszám: 12 534 Játékvezető: Luca Banti (olasz) |

| 2013. június 7. 20:15 (UTC+2) |

| Horvátország | 0–1               | Skócia        |
| ------------ | ----------------- | ------------- |
|              | (0–1) Jegyzőkönyv | Snodgrass 26' |

| Gradski stadion u Poljudu, Split Nézőszám: 25 016 Játékvezető: David Fernández Borbalán (spanyol) |

| 2013. június 7. 20:45 (UTC+2) |

| Belgium                    | 2–1               | Szerbia     |
| -------------------------- | ----------------- | ----------- |
| De Bruyne 13' Fellaini 60' | (1–0) Jegyzőkönyv | Kolarov 87' |

| Baldvin király Stadion, Brüsszel Nézőszám: 45 844 Játékvezető: Stéphane Lannoy (francia) |

| 2013. szeptember 6. 19:00 (UTC+2) |

| Macedónia                      | 2–1               | Wales                 |
| ------------------------------ | ----------------- | --------------------- |
| Tričkovski 21' Trajkovszki 80' | (1–1) Jegyzőkönyv | Ramsey 39' (11-esből) |

| Philip II Arena, Szkopje Nézőszám: 18 000 Játékvezető: Sascha Kever (svájci) |

| 2013. szeptember 6. 20:45 (UTC+2) |

| Szerbia      | 1–1               | Horvátország  |
| ------------ | ----------------- | ------------- |
| Mitrović 66' | (0–0) Jegyzőkönyv | Mandžukić 53' |

| Stadion Crvena Zvezda, Belgrád Nézőszám: 30 000 Játékvezető: Felix Brych (német) |

| 2013. szeptember 6. 20:00 (UTC+1) |

| Skócia | 0–2               | Belgium                 |
| ------ | ----------------- | ----------------------- |
|        | (0–1) Jegyzőkönyv | Defour 38' Mirallas 89' |

| Hampden Park, Glasgow Nézőszám: 40 284 Játékvezető: Paolo Tagliavento (olasz) |

| 2013. szeptember 10. 20:30 (UTC+2) |

| Macedónia     | 1–2               | Skócia               |
| ------------- | ----------------- | -------------------- |
| Kostovski 84' | (0–0) Jegyzőkönyv | Anya 60' Maloney 89' |

| Philip II Arena, Szkopje Nézőszám: 14 093 Játékvezető: Fredy Fautrel (francia) |

| 2013. szeptember 10. 19:45 (UTC+1) |

| Wales | 0–3               | Szerbia                              |
| ----- | ----------------- | ------------------------------------ |
|       | (0–2) Jegyzőkönyv | Đorđević 8' Kolarov 38' Marković 55' |

| Cardiff City Stadium, Cardiff Nézőszám: 10 923 Játékvezető: Szymon Marciniak (lengyel) |

| 2013. október 11. 18:00 (UTC+2) |

| Horvátország | 1–2               | Belgium        |
| ------------ | ----------------- | -------------- |
| Kranjčar 83' | (0–2) Jegyzőkönyv | Lukaku 15' 38' |

| Maksimir Stadion, Zágráb Nézőszám: 13 000 Játékvezető: Howard Webb (angol) |

| 2013. október 11. 19:45 (UTC+1) |

| Wales      | 1–0               | Macedónia |
| ---------- | ----------------- | --------- |
| Church 67' | (0–0) Jegyzőkönyv |           |

| Cardiff City Stadium, Cardiff Nézőszám: 11 257 Játékvezető: Suren Baliyan (örmény) |

| 2013. október 15. 20:30 (UTC+2) |

| Szerbia                                                            | 5–1               | Macedónia   |
| ------------------------------------------------------------------ | ----------------- | ----------- |
| Ristovski 16' (öngól) Basta 19' Kolarov 38' Tadić 54' Šćepović 74' | (3–0) Jegyzőkönyv | Jahović 83' |

| Stadion Jagodina, Jagodina Nézőszám: 8294 Játékvezető: Richard Trutz (szlovák) |

| 2013. október 15. 21:00 (UTC+2) |

| Belgium       | 1–1               | Wales      |
| ------------- | ----------------- | ---------- |
| De Bruyne 64' | (0–0) Jegyzőkönyv | Ramsey 88' |

| Baldvin király Stadion, Brüsszel Nézőszám: 45 401 Játékvezető: Szergej Karaszjov (orosz) |

| 2013. október 15. 20:00 (UTC+1) |

| Skócia                     | 2–0               | Horvátország |
| -------------------------- | ----------------- | ------------ |
| Snodgrass 28' Naismith 73' | (1–0) Jegyzőkönyv |              |

| Hampden Park, Glasgow Nézőszám: 30 172 Játékvezető: Ovidiu Hațegan (román) |